# عماشية الثانية (عنافجة)
عماشية الثانية (بالفارسية: عماشیه دو) هي قرية وتقع في إيران في قسم عنافجة الريفي. يقدر عدد سكانها بـ 23 نسمة بحسب إحصاء 2016.